# 阿尔文撞击坑
阿尔文撞击坑是火星上的一个小撞击坑。机遇号曾于2005年探测过它。 